# Римембранце (Венеција)
Римембранце је насеље у Италији у округу Венеција, региону Венето.
Према процени из 2011. у насељу је живело 12 становника. Насеље се налази на надморској висини од 8 м.